# IC 439
IC 439 је емисиона маглина у сазвјежђу Кочијаш која се налази на листи објеката дубоког неба у Индекс каталогу.
Деклинација објекта је + 32° 1' 0" а ректасцензија 5h 56m 42,0s. IC 439 је још познат и под ознакама CED 60.